# Pampos Christofī
Pampos Christofī (in greco: Πάμπος Χριστοφή; 10 maggio 1968) è un ex calciatore cipriota, di ruolo centrocampista.

## Carriera
Ha collezionato 6 presenze con la nazionale cipriota tra il 1991 e il 1993